# 노키아 6170

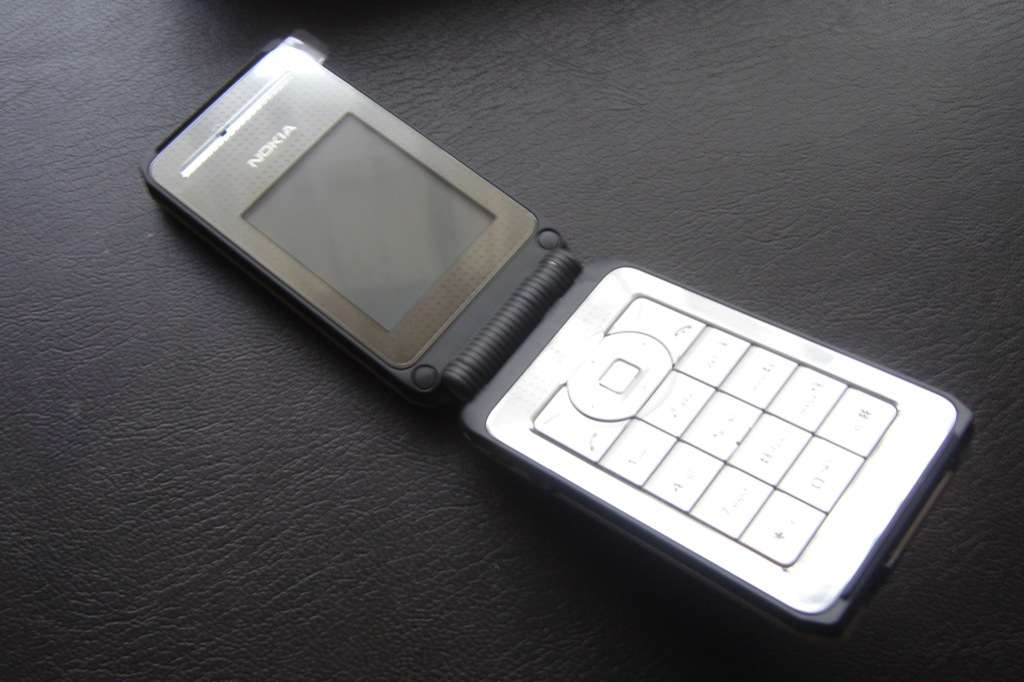
열린 폴더형 노키아 6170

노키아 6170(Nokia 6170)은 노키아의 폴더형 휴대폰 시리즈 중 하나였다.

## 설명
이 전화기는 2배 및 4배 전자 줌을 지원하는 VGA 카메라(640x480), 푸시 투 토크 및 스피커폰을 갖추고 있다.
내장 WAP 웹 브라우저가 있으며, 자바 ME를 지원한다. 확장 불가능한 2.3MB의 내장 메모리를 가지고 있다(그리고 휴대폰 파일 시스템에 내장되어 출고되는 일부 요소는 삭제할 수 없다).
이 전화기는 IRDA를 지원하지만 블루투스는 지원하지 않으며, 최대 100KB 크기의 멀티미디어 메시지를 송수신할 수 있다.
이 전화기는 금속성 외관을 가지고 있으며 폴더 외부에는 작은 컬러 스크린이 있다.
유럽 버전인 6170 RM-47은 900MHz, 1800MHz, 1900MHz 주파수를 지원하며, 미국 버전인 6170b RM-48은 850MHz, 1800MHz, 1900MHz 주파수를 지원한다.
이것은 노키아 6102i의 후속작이었으며 2006년 6월에 출시된 노키아 N71이 그 뒤를 이었다.